# 13-й набор астронавтов НАСА
13-й набор астронавтов НАСА — набор астронавтов, производившийся НАСА в 1990 году. В результате отбора было зачислено 23 человека (из них 5 женщин) — 7 пилотов и 16 специалистов полёта. Все астронавты этого набора, впоследствии, участвовали, как минимум, в одном полёте.

## История набора
17 апреля 1989 года НАСА объявило о наборе до 15 претендентов в очередную группу астронавтов.
Заявления от желающих принимались до 30 июня 1989 года.
К окончанию срока подач заявлений в общей сложности было около 2,5 тысяч заявлений, из которых соответствовали всем требованиям 1945 претендентов.
За период с 18 сентября по 20 ноября 1989 года в Космическом центре имени Линдона Джонсона побывало в общей сложности 106 кандидатов.
Все претенденты были разбитых на 5 группы для проведения медицинской комиссии.
Также следует заметить, что из всех 106 человек, проходивших медицинского обследование, 26 кандидатов уже участвовали в предыдущих наборах НАСА. В итоге в набор 1990 года были зачислены 12 из них.

## Финалисты отбора

### Пилоты шаттла
- Кокрелл, Кеннет Дейл (анг. Cockrell, Kenneth Dale)

Общая продолжительность полётов — 64 дня 12 часов 25 минут.
- - STS-56, шаттл «Дискавери». C 8 по 17 апреля 1993 года в качестве «специалиста полёта»;
  - STS-69, шаттл «Индевор». C 7 по 18 сентября 1995 года в качестве «пилота»;
  - STS-80, шаттл «Колумбия». C 19 ноября по 7 декабря 1996 года в качестве «командира корабля»;
  - STS-98, шаттл «Атлантис». C 7 по 20 февраля 2001 года в качестве «командира корабля»;
  - STS-111, шаттл «Индевор». C 5 по 19 июня 2002 года в качестве «командира корабля».
- Коллинз, Айлин Мари (анг. Collins, Eileen Marie)

Общая продолжительность полётов — 36 дней 8 часов 10 минут 8 секунд.
- - STS-63, шаттл «Дискавери». С 3 по 11 февраля 1995 года в качестве «пилота»;
  - STS-84, шаттл «Атлантис». С 15 по 24 мая 1997 года в качестве «пилота»;
  - STS-93, шаттл «Колумбия». C 23 по 28 июля 1999 года в качестве «командира корабля»;
  - STS-114, шаттл «Дискавери». C 26 июля по 9 августа 2005 года в качестве «командира корабля».
- Грегори, Уильям Джордж (анг. Gregory, William George)

Общая продолжительность полётов — 16 дней 15 часов 8 минут.
- - STS-67, шаттл Индевор". С 2 по 18 марта 1995 года в качестве «пилота»;
- Холселл, Джеймс Дональд (анг. Halsell, James Donald, Jr)

Общая продолжительность полётов — 52 дней 10 часов 34 минут.
- - STS-65, шаттл «Колумбия». C 8 по 23 июля 1994 года в качестве «пилота»;
  - STS-74, шаттл «Атлантис». C 12 по 20 ноября 1995 года в качестве «пилота».
  - STS-83, шаттл «Колумбия». C 4 по 8 апреля 1997 года в качестве «командира корабля»;
  - STS-94, шаттл «Колумбия». C 1 по 17 июля 1997 года в качестве «командира корабля»;
  - STS-101, шаттл «Атлантис». C 19 по 29 мая 2000 года в качестве «командира корабля».
- Прекорт, Чарлз Джозеф (анг. Precourt, Charles Joseph)

Общая продолжительность полётов — 38 дней 20 часов 16 минут.
- - STS-55, шаттл «Колумбия». C 26 апреля по 6 мая 1993 года в качестве «специалиста полёта»;
  - STS-71, шаттл «Индевор». C 27 июня по 7 июля 1995 года в качестве «пилота»;
  - STS-84, шаттл «Атлантис». C 15 по 24 мая 1997 года в качестве «командира корабля»;
  - STS-91, шаттл «Дискавери». Со 2 по 12 июня 1998 года в качестве «командира корабля».
- Сиэрфосс, Ричард Алан (анг. Searfoss, Richard Alan)

Общая продолжительность полётов — 39 дней 3 часов 18 минут.
- - STS-58, шаттл «Колумбия». C 18 октября по 1 ноября 1993 года в качестве «пилота»;
  - STS-76, шаттл «Атлантис». C 22 по 31 марта 1996 года в качестве «пилота»;
  - STS-90, шаттл «Колумбия». C 17 апреля по 3 мая 1998 года в качестве «командира корабля».
- Уилкатт, Терренс Уэйд (анг. Wilcutt, Terrence Wade)

Общая продолжительность полётов — 42 дней 5 минут.
- - STS-68, шаттл «Индевор». C 30 сентября по 11 октября 1994 года в качестве «пилота»
  - STS-79, шаттл «Атлантис». C 16 по 26 сентября 1996 года в качестве «пилота»
  - STS-89, шаттл «Индевор». C 23 по 31 января 1998 года в качестве «командира корабля»
  - STS-106, шаттл «Атлантис». C 8 по 20 сентября 2000 года в качестве «командира корабля»

### Специалисты по полезной нагрузке
- Бурш, Дэниел Уилер (анг. Bursch, Daniel Wheeler)

Общая продолжительность полётов — 195 дней 19 часов 39 минут 17 секунд.
- - STS-51, шаттл «Дискавери». С 12 по 22 сентября 1993 года в качестве «специалиста полёта»;
  - STS-68, шаттл «Индевор». С 30 сентября по 11 октября 1994 года в качестве «специалиста полёта»;
  - STS-77, шаттл «Индевор». С 19 по 29 мая 1996 года в качестве «специалиста полёта»;
  - МКС-4. C 5 декабря 2001 года по 19 июня 2002 года в качестве «бортинженера».
- Чиао, Лерой (анг. Chiao, Leroy)

Общая продолжительность полётов — 229 дней 8 часов 43 минуты 40 секунд.
- - STS-65, шаттл «Колумбия». C 8 по 23 июля 1994 года в качестве «специалиста полёта»;
  - STS-72, шаттл «Индевор». С 11 января по 20 января 1996 года в качестве «специалиста полёта»;
  - STS-92, шаттл «Дискавери». С 11 по 24 октября 2000 года в качестве «специалиста полёта»;
  - МКС-10. C 16 октября 2004 года по 24 апреля 2005 года в качестве «командир экипажа».
- Клиффорд, Майкл Ричард Юрэм (анг. Clifford, Michael Richard Uram)

Общая продолжительность полётов — 27 дней 18 часов 24 минуты 40 секунд.
- - STS-53, шаттл «Дискавери». Со 2 по 9 декабря 1992 года в качестве «специалиста полёта»;
  - STS-59, шаттл «Индевор». C 9 по 20 апреля 1994 года в качестве «специалиста полёта»;
  - STS-76, шаттл «Атлантис». C 22 по 31 марта 1996 года в качестве «специалиста полёта».
- Хэррис, Бернард Энтони мл. (анг. Harris, Bernard Anthony, Jr.)

Общая продолжительность полётов — 18 дней 6 часов 8 минуты.
- - STS-55, шаттл «Колумбия». C 26 апреля по 6 мая 1993 года в качестве «специалиста полёта»;
  - STS-63, шаттл «Дискавери». C 3 по 11 февраля 1995 года в качестве «специалиста полёта».
- Хелмс, Сьюзан Джейн (анг. Helms, Susan Jane)

Общая продолжительность полётов — 210 дней 23 часа 6 минут.
- - STS-54, шаттл «Индевор». C 13 по 19 января 1993 года в качестве «специалиста полёта»;
  - STS-64, шаттл «Дискавери». C 9 по 20 сентября 1994 года в качестве «специалиста полёта»;
  - STS-78, шаттл «Колумбия». C 20 июня по 7 июля 1996 года в качестве «командира корабля»;
  - STS-102, шаттл «Дискавери». C 8 марта 2001 года в качестве «специалиста полёта»;
  - МКС-2. C 8 марта по 22 августа 2001 года в качестве «бортинженера».
- Джоунс, Томас Дэвид (анг. Jones, Thomas David)

Общая продолжительность полётов — 53 дня 49 минут.
- - STS-59, шаттл «Индевор». C 9 по 20 апреля 1994 года в качестве «специалиста полёта»;
  - STS-68, шаттл «Индевор». C 30 сентября по 11 октября 1994 года в качестве «специалиста полёта»;
  - STS-80, шаттл «Колумбия». C 19 ноября по 7 декабря 1996 года в качестве «специалиста полёта»;
  - STS-98, шаттл «Атлантис». C 7 по 20 февраля 2001 года в качестве «специалиста полёта».
- МакАртур, Уилльям Сёрлз, мл. (анг. McArthur, William Surlers, Jr.)

Общая продолжительность полётов — 224 дня 22 часа 23 минуты 33 секунды.
- - STS-58С, шаттл «Колумбия». C 18 октября по 1 ноября 1993 года в качестве «специалиста полёта»;
  - STS-74, шаттл «Атлантис». C 12 по 20 ноября 1995 года в качестве «специалиста полёта»;
  - STS-92, шаттл «Дискавери». C 11 по 24 октября 2000 года в качестве «специалиста полёта»;
  - МКС-12. C 1 октября 2005 года по 8 апреля 2006 года в качестве «командир экипажа».
- Ньюман, Джеймс Хансен (анг. Newman, James Hansen)
- Очоа, Эллен Лори (анг. Ochoa, Ellen Lauri)

Общая продолжительность полётов — 40 дней 19 часов 36 минут.
- - STS-56, шаттл «Дискавери». C 8 по 17 апреля 1993 года в качестве «специалиста полёта»;
  - STS-66, шаттл «Атлантис». C 3 по 14 ноября 1994 года в качестве «специалиста полёта»;
  - STS-96, шаттл «Дискавери». C 27 мая по 6 июня 1999 года в качестве «специалиста полёта»;
  - STS-110, шаттл «Атлантис». C 8 по 19 апреля 2002 года в качестве «специалиста полёта».
- Сега, Роналд Майкл (анг. Sega, Ronald Michael)

Общая продолжительность полётов — 17 дней 12 часов 25 минут.
- - STS-60, шаттл «Дискавери». C 3 по 11 февраля 1994 года в качестве «специалиста пилота»;
  - STS-76, шаттл «Атлантис». C 22 по 31 марта 1996 года в качестве «специалиста пилота».
- Шёрлок, Нэнси Джейн (анг. Sherlock, Nancy Jane)

Общая продолжительность полётов — 41 день 15 часов 32 минуты.
- - STS-57, шаттл «Индевор». C 21 июня по 1 июля 1993 года в качестве «специалиста полёта»;
  - STS-70, шаттл «Дискавери». C 13 по 22 июля 1995 года в качестве «специалиста полёта»;
  - STS-88, шаттл «Индевор». C 4 по 16 декабря 1998 года в качестве «специалиста полёта»;
  - STS-109, шаттл «Колумбия». C 1 по 12 марта 2002 года в качестве «специалиста полёта».
- Томас, Доналд Алан (анг. Thomas, Donald Alan)

Общая продолжительность полётов — 43 дня 8 часов 13 минут.
- - STS-65, шаттл «Колумбия». C 8 по 23 июля 1994 года в качестве «специалиста полёта»;
  - STS-70, шаттл «Дискавери». C 13 по 22 июля 1995 года в качестве «специалиста полёта»;
  - STS-83, шаттл «Колумбия». C 4 по 8 апреля 1997 года в качестве «специалиста полёта»;
  - STS-94, шаттл «Колумбия». C 1 по 17 июля 1997 года в качестве «специалиста полёта»;
- Восс, Дженис Элейн (анг. Voss, Janice Elaine)

Общая продолжительность полётов — 43 дня 8 часов 13 минут.
- - STS-57, шаттл «Колумбия». C 21 июня по 1 июля 1993 года в качестве «специалиста полёта»;
  - STS-63, шаттл «Дискавери». C 3 по 11 февраля 1995 года в качестве «специалиста полёта»;
  - STS-83, шаттл «Колумбия». C 4 по 8 апреля 1997 года в качестве «специалиста полёта»;
  - STS-94, шаттл «Колумбия». C 1 по 17 июля 1997 года в качестве «специалиста полёта»;
  - STS-99, шаттл «Индевор». C 11 по 22 февраля 2000 года в качестве «специалиста полёта»;
- Уолз, Карл Эрвин (анг. Walz, Carl Erwin)

Общая продолжительность полётов — 230 дня 13 часов 04 минут.
- - STS-51, шаттл «Дискавери». С 12 по 22 сентября 1993 года в качестве «специалиста полёта»;
  - STS-65, шаттл «Колумбия». C 8 по 23 июля 1994 года в качестве «специалиста полёта»;
  - STS-79, шаттл «Атлантис». C 16 по 26 апреля 1996 года в качестве «специалиста полёта».
- Уайсофф, Питер Джеффри Келси (анг. Wisoff, Peter Jeffrey Kelsay)

Общая продолжительность полётов — 44 дня 8 часов 9 минут.
- - STS-57, шаттл «Колумбия». C 21 июня по 1 июля 1993 года в качестве «специалиста полёта»;
  - STS-68, шаттл «Индевор». C 30 сентября по 11 октября 1994 года в качестве «специалиста полёта»;
  - STS-81, шаттл «Атлантис». C 12 по 22 января 1997 года в качестве «специалиста полёта»;
  - STS-92, шаттл «Дискавери». C 11 по 24 октября 2000 года в качестве «специалиста полёта».
- Вулф, Дэвид Александер (анг. Wolf, David Alexander)

Общая продолжительность полётов — 168 дней 8 часов 57 минут.
- - STS-58, шаттл «Колумбия». C 18 октября по 1 ноября 1993 года в качестве «специалиста полёта»;
  - STS-86,STS-89 шаттл «Атлантис», «Индевор». C 26 сентября 1997 по 31 января 1998 года в качестве «специалиста полёта»;
  - STS-112, шаттл «Атлантис». C 7 по 18 октября 2002 года в качестве «специалиста полёта»;
  - STS-127, шаттл «Атлантис». C 15 по 31 июля 2009 года в качестве «специалиста полёта».

## Группы

### Первая группа
Кандидаты первой группы проходили обследования с 18 сентября 1989 года:
| Список группы № 1 претендентов 13-го набора НАСА | Список группы № 1 претендентов 13-го набора НАСА | Список группы № 1 претендентов 13-го набора НАСА | Список группы № 1 претендентов 13-го набора НАСА | Список группы № 1 претендентов 13-го набора НАСА | Список группы № 1 претендентов 13-го набора НАСА |
| №                                                | ФИО                                              | Оригинал имени (от англ.)                        | Звание (на момент отбора), специальность         | Участвовал в наборе                              | Зачислен в набор                                 |
| ------------------------------------------------ | ------------------------------------------------ | ------------------------------------------------ | ------------------------------------------------ | ------------------------------------------------ | ------------------------------------------------ |
| 1                                                | Берч, Пол Дж.                                    | Bertsch, Paul J.                                 |                                                  | 13                                               |                                                  |
| 2                                                | Баки, Джей Кларк                                 | Buckey, Jay C.                                   | Доктор наук (медицина)                           | 13,16                                            | SLS-2, Neurolab, STS-90                          |
| 3                                                | Чиао, Лерой                                      | Chiao, Leroy                                     | Доктор философии (Ph.D.)(машиностроение)         | 13                                               | 13                                               |
| 4                                                | Клиффорд, Майкл Ричард                           | Clifford, Michael Richard Uram                   | Майор Армии США                                  | 10, 11, 12, 13                                   | 13                                               |
| 5                                                | Криппс, Дэвид Б.                                 | Cripps, David B.                                 | Майор Армии США                                  | 12, 13                                           |                                                  |
| 6                                                | Хэмел, Стивен Р.                                 | Hamel, Stephen R.                                | Лейтенант-коммандер ВМС США                      | 13                                               |                                                  |
| 7                                                | Хэррис, Бернард Энтони                           | Harris, Bernard Anthony, Jr.                     | Доктор наук (медицина)                           | 12, 13                                           | 13                                               |
| 8                                                | Холловелл, Дэвид Э.                              | Hollowell, David E.                              | Доктор философии (Ph.D.)                         | 13                                               |                                                  |
| 9                                                | Джонс, Джеймс Э. мл.                             | Jones, James A. Jr.                              | Лейтенант-коммандер ВМС США                      | 13                                               |                                                  |
| 10                                               | Лопес-Алегриа, Майкл Э.                          | Lopez-Alegria, Michael E.                        | Лейтенант ВМС США                                | 13, 14                                           | 14                                               |
| 11                                               | Очоа, Эллен Лори                                 | Ochoa, Ellen Lauri                               | Доктор философии (Ph.D.)(электротехника)         | 12, 13                                           | 13                                               |
| 12                                               | Фелан, Томас П.                                  | Phelan, Thomas P.                                | Лейтенант ВМС США                                | 13, 15                                           |                                                  |
| 13                                               | Роминджер, Кент Вернон                           | Rominger, Kent V.                                | Лейтенант ВМС США                                | 13, 14                                           | 14                                               |
| 14                                               | Сит, Джеймс К.                                   | Seat, James C.                                   | Майор ВВС США                                    | 13                                               |                                                  |
| 15                                               | Шакелфорд, Марк Д.                               | Shackelford, Mark D.                             | Майор ВВС США                                    | 12, 13                                           |                                                  |
| 16                                               | Стивенс, Ричард А.                               | Stevens, Richard A.                              | Майор ВВС США                                    | 13                                               |                                                  |
| 17                                               | Тейлор, Кейт А.                                  | Taylor, Keith A.                                 | Доктор наук                                      | 13                                               |                                                  |
| 18                                               | Томас, Доналд Алан                               | Thomas, Donald Alan                              | Доктор философии (Ph.D.) (материаловедение)      | 12, 13                                           | 13                                               |
| 19                                               | Уолз, Карл Эрвин                                 | Walz, Carl Erwin                                 | Капитан ВВС США                                  | 12, 13                                           | 13                                               |
| 20                                               | Цукор, Дороти Дж.                                | Zukor, Dorothy J.                                | Доктор философии (Ph.D.)                         | 13                                               |                                                  |

### Вторая группа
Претенденты второй группы проходили обследование со 2 октября 1989 года:
| Список группы № 2 претендентов 13-го набора НАСА | Список группы № 2 претендентов 13-го набора НАСА | Список группы № 2 претендентов 13-го набора НАСА | Список группы № 2 претендентов 13-го набора НАСА | Список группы № 2 претендентов 13-го набора НАСА | Список группы № 2 претендентов 13-го набора НАСА |
| №                                                | ФИО                                              | Оригинал имени (от англ.)                        | Звание (на момент отбора), специальность         | Участвовал в наборе                              | Зачислен в набор                                 |
| ------------------------------------------------ | ------------------------------------------------ | ------------------------------------------------ | ------------------------------------------------ | ------------------------------------------------ | ------------------------------------------------ |
| 1                                                | Элмквист, Марк Э.                                | Almquist, Mark E.                                | Капитан ВВС США                                  | 12, 13                                           |                                                  |
| 2                                                | Кокрелл, Кеннет Дейл                             | Cockrell, Kenneth Dale                           |                                                  | 9, 11, 12, 13                                    | 13                                               |
| 3                                                | Коллинз, Айлин Мари                              | Collins, Eileen Marie                            | Майор ВВС США                                    | 13                                               | 13                                               |
| 4                                                | де Луис, Хавьер                                  | de Luis, Javier                                  | Доктор философии (Ph.D.)                         | 13, 17, 18                                       |                                                  |
| 5                                                | Эпплер, Дин Б.                                   | Eppler, Dean B.                                  | Доктор философии (Ph.D.)                         | 13, 16, 17                                       |                                                  |
| 6                                                | Грейс, Лэнс К.                                   | Grace, Lance C.                                  | Майор ВВС США                                    | 12, 13                                           |                                                  |
| 7                                                | Грегори, Уильям Джордж                           | Gregory, William George                          | Капитан ВВС США                                  | 13                                               | 13                                               |
| 8                                                | Грансфелд, Джон Мейс                             | Grunsfeld, John Mace                             | Доктор философии (Ph.D.)                         | 13, 14                                           | 14                                               |
| 9                                                | Хайн, Батлер П. А.                               | Hine, Butler P. A. III                           | Доктор философии (Ph.D.)                         | 13                                               |                                                  |
| 10                                               | Левайн, Бенджамин Д.                             | Levine, Benjamin D.                              | Доктор наук (медицина)                           | 13                                               |                                                  |
| 11                                               | Мур, Томас П.                                    | Moore, Thomas P.                                 | Доктор наук (медицина), Доктор философии (Ph.D.) | 10, 12, 13                                       |                                                  |
| 12                                               | Ньюман, Джеймс Хансен                            | Newman, James Hansen                             | Доктор наук (медицина), Доктор философии (Ph.D.) | 10, 11, 12, 13                                   | 13                                               |
| 13                                               | Полански, Марк Левис                             | Polansky, Mark L.                                | Капитан ВВС США                                  | 13, 15, 16                                       | 16                                               |
| 14                                               | Стефенсон, Марк У.                               | Stephenson, Mark W.                              | Капитан Армии США                                | 13, 16                                           |                                                  |
| 15                                               | Стоун, Уильям К.                                 | Stone, William C.                                | Доктор философии (Ph.D.)                         | 13                                               |                                                  |
| 16                                               | Уоллас, Шэрон К.                                 | Wallace, Sharon K.                               | Лейтенант-коммандер ВМС                          | 13                                               |                                                  |
| 17                                               | Уилкатт, Терренс Уэйд                            | Wilcutt, Terrence Wade                           | Майор КМП США                                    | 13                                               | 13                                               |
| 18                                               | Вуд, Роберт Дж.                                  | Wood, Robert J.                                  | Майор ВВС США                                    | 13                                               |                                                  |
| 19                                               | Йен, Альберт Ш.                                  | Yen, Albert S.                                   |                                                  | 13, 14, 18                                       |                                                  |
| 20                                               | Янт, Питер Э.                                    | Yount, Peter E.                                  | Капитан КМП США                                  | 13                                               |                                                  |

### Третья группа
Претенденты третьей группы проходили обследование с 23 октября 1989 года:
| Список группы № 3 претендентов 13-го набора НАСА | Список группы № 3 претендентов 13-го набора НАСА | Список группы № 3 претендентов 13-го набора НАСА | Список группы № 3 претендентов 13-го набора НАСА | Список группы № 3 претендентов 13-го набора НАСА | Список группы № 3 претендентов 13-го набора НАСА |
| №                                                | ФИО                                              | Оригинал имени (от англ.)                        | Звание (на момент отбора), специальность         | Участвовал в наборе                              | Зачислен в набор                                 |
| ------------------------------------------------ | ------------------------------------------------ | ------------------------------------------------ | ------------------------------------------------ | ------------------------------------------------ | ------------------------------------------------ |
| 1                                                | Адлер, Джонатан Н.                               | Adler, Jonathan N.                               | Доктор наук (медицина)                           | 13                                               |                                                  |
| 2                                                | Андерсон, Кристен М.                             | Anderson, Christen M.                            | Доктор наук (медицина), Доктор философии (Ph.D.) | 13                                               |                                                  |
| 3                                                | Биэрли, Джозеф Л.                                | Byerly, Joseph L.                                | Майор ВВС США                                    | 12, 13                                           |                                                  |
| 4                                                | Коркоран, Эдвард У. мл.                          | Corcoran, Edward W. Jr.                          | Доктор философии (Ph.D.)                         | 13                                               |                                                  |
| 5                                                | Костиган, Майкл Дж.                              | Costigan, Michael J.                             | Майор ВВС США                                    | 13                                               |                                                  |
| 6                                                | Эйдсаун, Дэвид У.                                | Eidsaune, David W.                               | Майор ВВС США                                    | 12, 13                                           |                                                  |
| 7                                                | Финмен, Лорна К.                                 | Финмен, Лорна К.                                 | Доктор философии (Ph.D.)                         | 13                                               |                                                  |
| 8                                                | Фаулер, Майкл Э. мл.                             | Fowler, Michael E. Jr.                           | Доктор философии (Ph.D.)                         | 13                                               |                                                  |
| 9                                                | Гленн, Скотт М.                                  | Glenn, Scott M.                                  | Доктор наук (Sc.D.)                              | 13                                               |                                                  |
| 10                                               | Холселл, Джеймс Дональд                          | Halsell, James Donald, Jr.                       | Майор ВВС США                                    | 13                                               | 13                                               |
| 11                                               | Хоровиц, Скотт                                   | Horowitz, Scott Jay                              | Капитан ВВС США                                  | 13, 14                                           | 14                                               |
| 12                                               | Джонсон, Фредерик Гpoв                           | Johnson, Frederick Grove                         | Лейтенант-коммандер ВМС США                      | 11, 13                                           |                                                  |
| 13                                               | Джонсон, Грегори Карл                            | Johnson, Gregory Carl                            |                                                  | 11, 13, 17                                       | 17                                               |
| 14                                               | Джонс, Брайан Л.                                 | Jones, Brian L.                                  | Капитан ВВС США                                  | 13                                               | 13                                               |
| 15                                               | Джоунс, Томас Дэвид                              | Jones, Thomas David                              | Доктор философии (Ph.D.) (планетология)          | 13                                               | 13                                               |
| 16                                               | Мейз, Уильям Б.                                  | Maze, William B.                                 | Доктор философии (Ph.D.)                         | 13                                               |                                                  |
| 17                                               | Ронни, Пол Дэвид                                 | Ronney, Paul David                               | Доктор наук (Sc.D.)                              | 13                                               | MSL-1                                            |
| 18                                               | Сандлин, Эллисон К.                              | Sandlin, Allison C.                              | Доктор философии (Ph.D.)                         | 13, 14                                           |                                                  |
| 19                                               | Сиэрфосс, Ричард Алан                            | Searfoss, Richard Alan                           | Майор ВВС США                                    | 13                                               | 13                                               |
| 20                                               | Сотос, Джон Дж.                                  | Sotos, John G.                                   | Доктор медицины (M.D.)                           | 13                                               |                                                  |
| 21                                               | Стакки, Марк Пол                                 | Stucky, Mark Paul «Forger»                       | Капитан КМП США                                  | 13, 14, 15                                       |                                                  |
| 22                                               | Уолкер, Дэвид Э.                                 | Walker, David E."                                | Капитан ВВС США                                  | 12, 13                                           |                                                  |

### Четвёртая группа
Претенденты четвёртой группы проходили обследование с 30 октября 1989 года:
| Список группы № 4 претендентов 13-го набора НАСА | Список группы № 4 претендентов 13-го набора НАСА | Список группы № 4 претендентов 13-го набора НАСА | Список группы № 4 претендентов 13-го набора НАСА | Список группы № 4 претендентов 13-го набора НАСА | Список группы № 4 претендентов 13-го набора НАСА |
| №                                                | ФИО                                              | Оригинал имени (от англ.)                        | Звание (на момент отбора), специальность         | Участвовал в наборе                              | Зачислен в набор                                 |
| ------------------------------------------------ | ------------------------------------------------ | ------------------------------------------------ | ------------------------------------------------ | ------------------------------------------------ | ------------------------------------------------ |
| 1                                                | Андерсон, Уоррен                                 | Anderson, Warren                                 | Доктор медицины (M.D.)                           | 13                                               |                                                  |
| 2                                                | Антонио, Джозеф Ч.                               | Antonio, Joseph C.                               | Коммандер ВМС США                                | 13                                               |                                                  |
| 3                                                | Клапп, Митчелл Б.                                | Clapp, Mitchell B.                               | Капитан ВВС США                                  | 13                                               |                                                  |
| 4                                                | Кортес-Рамос, Эладио Р.                          | Cortes-Ramos, Eladio R.                          | Доктор философии (Ph.D.)                         | 13                                               |                                                  |
| 5                                                | Дэвис, Чарльз Р.                                 | Davis, Charles R.                                | Капитан ВВС США                                  | 13                                               |                                                  |
| 6                                                | Энгелауф, Филип Л.                               | Engelauf, Philip L.                              |                                                  | 13                                               |                                                  |
| 7                                                | Фалто, Иветта                                    | Falto, Ivette                                    | Капитан ВВС США                                  | 13                                               |                                                  |
| 8                                                | Фоссум, Майкл Эдвард                             | Fossum, Michael E.                               | Капитан ВВС США                                  | 12, 13, 14, 15, 17                               | 17                                               |
| 9                                                | Хэдли, Стивен Ч.                                 | Hadley, Steven C.                                | Капитан Армии США                                | 13                                               |                                                  |
| 10                                               | Хортон, Роберт С.                                | Horton, Robert S.                                | Майор ВВС США                                    | 13                                               |                                                  |
| 11                                               | Кохут, Джон Н.                                   | Kohut, John N.                                   | Лейтенант-коммандер ВМС США                      | 12, 13                                           |                                                  |
| 12                                               | Леонпахер, Норман К.                             | Leonpacher, Norman K.                            | Майор ВВС США                                    | 13                                               |                                                  |
| 13                                               | Линдер, Барри Дж.                                | Linder, Barry J.                                 | Доктор медицины (M.D.)                           | 13, 14                                           |                                                  |
| 14                                               | Миллер, Линда Дж.                                | Miller, Linda J.                                 |                                                  | 13                                               |                                                  |
| 15                                               | Моррис, Саймон Л.                                | Morris, Simon L.                                 | Доктор философии (Ph.D.) (астрономия)            | 13                                               |                                                  |
| 16                                               | Мосс, Дуглас М.                                  | Moss, Douglas M.                                 | Майор ВВС США                                    | 13                                               |                                                  |
| 17                                               | Ноэвер, Дэвид Э.                                 | Noever, David A.                                 | Доктор философии (Ph.D.)                         | 13                                               |                                                  |
| 18                                               | Прекорт, Чарлз Джозеф                            | Precourt, Charles Joseph                         | Майор ВВС США                                    | 13                                               |                                                  |
| 19                                               | Кэрри, Нэнси Джейн                               | Sherlock, Nancy Jane                             | Капитан Армии США                                | 12, 13                                           | 13                                               |
| 20                                               | Шеррер, Кевин Дж.                                | Scherrer, Kevin G.                               | Майор Армии США                                  | 13                                               |                                                  |
| 21                                               | Уайсофф, Питер Джеффри Келси                     | Wisoff, Peter Jeffrey Kelsay                     | Доктор философии (Ph.D.) (прикладная физика)     | 12, 13                                           | 13                                               |
| 22                                               | Уэллс, Юджин М.                                  | Wells, Eugene M.                                 | Доктор философии (Ph.D.)                         | 13                                               |                                                  |

### Пятая группа
Претенденты пятой группы проходили обследование с 12 ноября 1989 года:
| Список группы № 5 претендентов 13-го набора НАСА | Список группы № 5 претендентов 13-го набора НАСА | Список группы № 5 претендентов 13-го набора НАСА | Список группы № 5 претендентов 13-го набора НАСА | Список группы № 5 претендентов 13-го набора НАСА | Список группы № 5 претендентов 13-го набора НАСА |
| №                                                | ФИО                                              | Оригинал имени (от англ.)                        | Звание (на момент отбора), специальность         | Участвовал в наборе                              | Зачислен в набор                                 |
| ------------------------------------------------ | ------------------------------------------------ | ------------------------------------------------ | ------------------------------------------------ | ------------------------------------------------ | ------------------------------------------------ |
| 1                                                | Барнард, Джон Дж.                                | Barnard, John J.                                 | Доктор философии (Ph.D.)                         | 13                                               |                                                  |
| 2                                                | Басс, Грегори Э.                                 | Bass, Gregory A.                                 | Капитан КМП США                                  | 13, 14                                           |                                                  |
| 3                                                | Бинзел, Ричард П.                                | Binzel, Richard P.                               | Доктор философии (Ph.D.)                         | 13                                               |                                                  |
| 4                                                | Биссон, Роджер У.                                | Bisson, Roger U.                                 | Майор ВВС США                                    | 13                                               |                                                  |
| 5                                                | Бёрш, Дэниел Уилер                               | Bursch, Daniel Wheeler                           | Лейтенант-коммандер ВМС США                      | 12, 13                                           | 13                                               |
| 6                                                | Хелмс, Сьюзан Джейн                              | Helms, Susan Jane                                | Капитан ВВС США                                  | 13                                               |                                                  |
| 7                                                | Хнаракис, Александер Б.                          | Hnarakis, Alexander B.                           | Лейтенант-коммандер ВМС США                      | 13                                               |                                                  |
| 8                                                | Ледли, Тамара Э.                                 | Ledley, Tamara A.                                | Доктор философии (Ph.D.)                         | 13                                               |                                                  |
| 9                                                | Макк, Айрис М.                                   | Mack, Iris M.                                    | Доктор философии (Ph.D.)                         | 13                                               |                                                  |
| 10                                               | МакАртур, Уилльям Сёрлз, мл.                     | McArthur, William Surlers, Jr.                   | Майор Армии США                                  | 12, 13                                           | 13                                               |
| 11                                               | Миллер, Джеймс Д.                                | Miller, James D.                                 | Доктор философии (Ph.D.)                         | 13                                               |                                                  |
| 12                                               | Морел, Дональд Ю. мл.                            | Morel, Donald E. Jr.                             | Доктор философии (Ph.D.)                         | 13                                               |                                                  |
| 13                                               | Перифуа, Дана Д.                                 | Purifoy, Dana D.                                 | Майор ВВС США                                    | 13, 14                                           |                                                  |
| 14                                               | Сега, Роналд Майкл                               | Sega, Ronald Michael                             | Доктор философии (Ph.D.) (электротехника)        | 13                                               | 13                                               |
| 15                                               | Шелли, Фрэнсис Р. Э.                             | Shelley, Francis R. E.                           | Капитан ВВС США                                  | 13                                               | 13                                               |
| 16                                               | Томас, Джеймс Сегун                              | Thomas, James Segun                              | Доктор философии (Ph.D.)                         | 13, 14                                           |                                                  |
| 17                                               | Восс, Дженис Элейн                               | Voss, Janice Elaine                              | Доктор философии (Ph.D.) (аэронавтика)           | 13                                               | 13                                               |
| 18                                               | Уорд, Бренда Л.                                  | Ward, Brenda L.                                  | Доктор философии (Ph.D.)                         | 12, 13                                           |                                                  |
| 19                                               | Уотсон, Стивен М.                                | Watson, Steven M.                                | Майор ВВС                                        | 13                                               |                                                  |
| 20                                               | Уайтлоу, Вирджиния Э.                            | Whitelaw, Virginia A                             | Доктор философии (Ph.D.)                         | 10, 12, 13                                       |                                                  |
| 21                                               | Вулф, Дэвид Аллен                                | Wolf, David Alexander                            | Доктор медицины (M.D.)                           | 10, 13                                           | 13                                               |
| 22                                               | Уилсон, Эдвард М.                                | Wilson, Edward M.                                | Лейтенант ВВС                                    | 13                                               |                                                  |